# Transformationskurve
I økonomisk teori er transformationskurven (eller produktionsmulighedskurven) et udtryk for produktionsmulighedsområdets kant. Alle punkter på transformationskurven er altså efficiente produktionskombinationer.
| Økonomi | Spire Denne artikel om økonomi er en spire som bør udbygges. Du er velkommen til at hjælpe Wikipedia ved at udvide den. |